# 昼飯村
昼飯村（ひるいむら）は、かつて岐阜県不破郡に存在した村である。
現在の大垣市昼飯町などに該当する。
本田善光が阿弥陀如来像（後の善光寺本尊一光三尊阿弥陀如来）を背負って信濃国へ向っていた途中、この地で昼食の供養を行い、一株三幹の杉を植え、三尊杉と名づけた。このことからこの地は「昼飯」となったという。

## 歴史
- 1889年（明治22年）7月1日 - 町村制により昼飯村が発足。
- 1897年（明治30年）4月1日 - 青墓村、青野村、榎戸村、矢道村と合併し、青墓村が発足。同日昼飯村は廃止。

## 寺院
- 如来寺（昼飯善光寺）

## 史跡
- 昼飯大塚古墳